# Welfare queen
Welfare queen (von engl. welfare, Wohlfahrt, und queen, „Königin'“) ist eine vor allem im englischen Sprachraum gebräuchliche abwertende Bezeichnung. Sie wird  auf Frauen angewandt, die über längere Zeit Sozialleistungen erhalten; dabei impliziert die Bezeichnung meist, dass der Bezug als absichtlich herbeigeführt bzw. ungerechtfertigt anzusehen sei. Der Begriff wird insbesondere verwendet für
- eine Alleinerziehende, die Sozialhilfe erhält. Dabei wird der als Welfare queen Bezeichneten unterstellt, sie habe sich absichtlich schwängern lassen, um mehr Sozialhilfe zu erhalten, und folge dabei womöglich einem sexuell unmoralischen Lebenswandel oder nehme gewohnheitsmäßig Drogen;[1]
- eine Frau, die Sozialleistungen erhält und der als Grund dafür Faulheit unterstellt wird;[1]
- eine Frau, die aufgrund von Sozialleistungsbetrug soziale Leistungen erhält.[1]

Zuweilen wird der Ausdruck Welfare queen auch in Bezug auf Unternehmen gebraucht, deren Existenz dauerhaft von staatlicher Förderung oder Subvention abhängt.

## Entstehungsgeschichte
Der Ausdruck wurde 1976 von Ronald Reagan geprägt. Dieser führte im Wahlkampf den Fall einer nicht namentlich genannten Frau aus Chicago an, die unter 80 verschiedenen Namen und 30 verschiedenen Adressen Sozialhilfe und Hinterbliebenenbezüge der Armee für vier nicht existierende Ehepartner bezogen haben soll. Obwohl sich die Geschichte im Nachhinein in Details als übertrieben herausstellte (so hatte die Frau beispielsweise vier verschiedene Identitäten verwendet, nicht 80), prägte Reagan das Bild einer Frau, die sich mit staatlichen Beihilfen ein angenehmes Leben gestalten könne, ohne arbeiten zu müssen.
Charles Murray griff das Wort in seinem 1984 veröffentlichten Buch Losing Ground wieder auf. Er beschreibt eine Welfare queen als eine zur Unterschicht gehörende Frau, für die die Moral der Arbeiterklasse nicht mehr gelte. Sie pflege einen sexuell ausschweifenden Lebenswandel und sei arbeitsscheu und kinderreich. Ein ähnliches Verhalten bringe sie ihren Kindern bei.
Laut dem Pulitzer-Preisträger David Zucchino verankerte sich das Bild der verschwenderischen, Cadillac-fahrenden Welfare queen tief in der „amerikanischen Folklore“. Das Bild einer Welfare queen habe laut Franklin D. Gilliam, Jr.'s Analyse zwei zentrale Elemente: dass es sich bei der Mehrheit der Sozialleistungsempfänger um Frauen handle und eine große Zahl von ihnen Afroamerikanerinnen seien. Beides entbehre laut Gilliam einer statistischen Grundlage, entspräche aber US-amerikanischen Stereotypen in Bezug auf manche Frauen (ungezügeltes Sexual- und Reproduktionsverhalten) und Afroamerikaner (Faulheit). Laut 1999 publizierten Ergebnissen eines von Zucchino durchgeführten Experimentes habe die Vorführung eines nach Art einer journalistischen Berichterstattung gestalteten Beitrags über eine Welfare queen auf Teilnehmer weißer Hautfarbe die Wirkung, die Unterstützung für Wohlfahrtsprogramme zu verringern, die Stereotypisierung von Afroamerikanern zu verstärken und die Zustimmung für den Erhalt traditioneller Geschlechterrollen zu vergrößern.